# Quicker'n Lightnin'
Pour plus de détails, voir Fiche technique et Distribution.
Quicker'n Lightnin' est un film américain du genre Western, réalisé par Richard Thorpe et sorti en 1925.

## Synopsis
Quicker'n Lightnin' est un cow-boy qui cherche à sauver Helen Harlow, qui avait été enlevée par Mowii, un renégat notoire. Il part avec son ami Al McNutt et feront la rencontre de Morella, une fille amérindienne, qui les aidera dans leur quête.

## Fiche technique
- Titre original : Quicker'n Lightnin'
- Réalisation : Richard Thorpe
- Scénario : Betty Burbridge
- Production : Lester F. Scott Jr.
- Société de production : Action Pictures
- Société de distribution : Weiss Brothers Artclass Pictures
- Pays de production :  États-Unis
- Langue originale : anglais
- Format : noir et blanc — 35 mm — 1,37:1 — Film muet
- Genre : Western
- Durée : 5 bobines - 1 287 m
- Dates de sortie :
  - États-Unis : 21 août 1925

## Distribution
- Jay Wilsey : Quicker'n Lightnin'
- B.F. Blinn : John Harlow
- Dorothy Dorr : Helen Harlow
- Harry Todd : Al McNutt
- J. Gordon Russell : Mowii
- Raye Hampton : la squaw
- Lucille Young : Morella
- Charles E. Roberts : Truxillo